# Massengrab von Domat/Ems

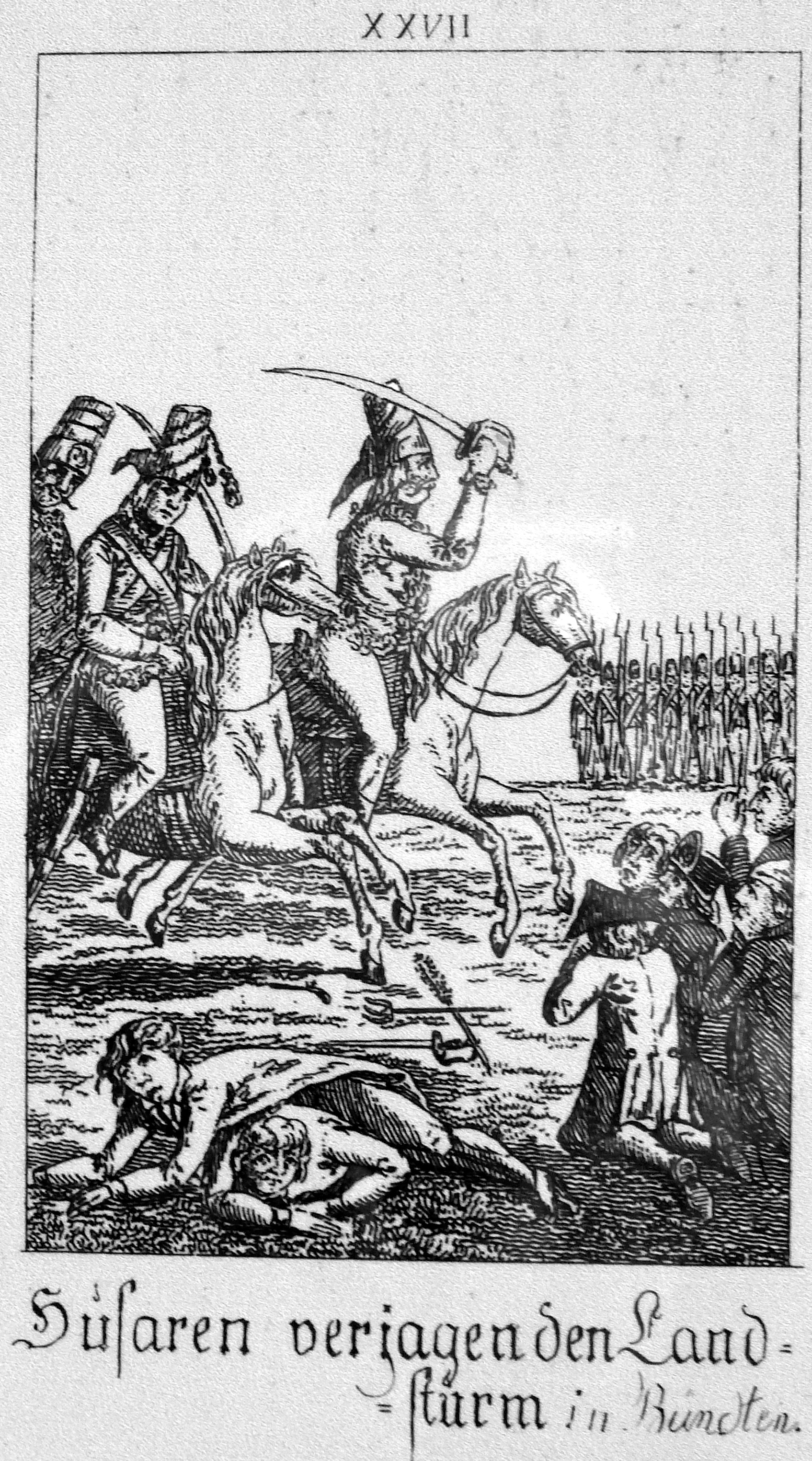
Husaren kämpfen gegen den Bündner Landsturm

Im Massengrab von Domat/Ems im schweizerischen Kanton Graubünden liegen die sterblichen Überreste der bei den Kämpfen im Frühjahr 1799 im Rahmen des Zweiten Koalitionskrieges gefallenen Bündner und Franzosen.

## Fund
Im Frühjahr 2007 fielen einem Monteur am Rand des Firmengeländes der Axpo Tegra AG bei Domat/Ems menschliche Knochen auf, die der Regen aus der Ostflanke des Hügels Tuma da Zislis geschwemmt hatte. Der Archäologische Dienst des Kantons Graubünden stellte fest, dass es sich um das lange gesuchte Massengrab aus dem Jahr 1799 handelte: einen Kalkbrennofen, in dem die gefallenen Bündner Oberländer und Franzosen nach den Kämpfen vom 3. Mai 1799 bestattet worden waren.

## Geschichtlicher Hintergrund
1799, nach der Invasion Graubündens durch die Franzosen im März, lehnte sich die Bevölkerung der Drei Bünde gegen die französische Besatzung auf. Der Aufstand ging von der oberen Surselva aus. In den einzelnen Dörfern wurden französische Wachposten gefangen genommen und nach Disentis gebracht. Aus nicht mehr nachvollziehbaren Gründen tötete der Bündner Landsturm am folgenden Tag unterhalb von Disentis über 80 gefangene Franzosen, anstatt sie wie geplant nach Chur zu bringen. Darauf zogen die Bauern talwärts, unterwegs schlossen sich ihnen weitere Bewaffnete an. Am 2. Mai erreichten die ersten Reichenau bei Tamins.

## Schlacht bei Domat/Ems
Am 3. Mai kam es zu heftigen Kämpfen zwischen Bündnern und der französischen Armee. Über die Kämpfe gibt ein Bericht der helvetischen Delegierten Schwaller und Herzog Auskunft, den sie am nächsten Tag an das Direktorium schickten. «Offiziere und Soldaten versicherten, dass sie in ihrem Leben mit keiner solche Wuth fechten gesehen haben; trotz dem förchterlichsten Kartätschenfeuer seien diese Irrgeführten mit Axen, Gabeln, Haken usw. bewaffnet, wie rasend auf die Franken gefallen, und ungeachtet ganzer Haufen Todten, die vor ihnen niedergestreckt lagen, wiederholten sie mit der grössten Entschlossenheit diese Angriffe.» Die Zeitung «Freiheit – Gleichheit» schrieb am 9. Mai: «Die Art und Weise, wie diese Kreuzzügerm worunter sogar Knaben von 12. bis 14. Jahren, in den Tod giengen, ist unglaublich (…) Immer lief einer zuerst dem Franken freiwillig ins Bajonett, indes ein anderer und ein dritter mit seinem 3. bis 4. Fuss langen Morgenstern oben über drein schlug.»
Es gelang den Bauern zunächst, die Franzosen bis vor Chur zurückzudrängen. Dann erhielten die Franzosen Unterstützung von berittenen Husaren, die den Landsturm zurückschlugen. Dann zogen sie am brennenden Dorf Tamins vorbei talaufwärts. Vor Disentis entdeckten sie ihre ermordeten Kameraden und zündeten aus Rache Dorf und Kloster an.

## Nach der Schlacht

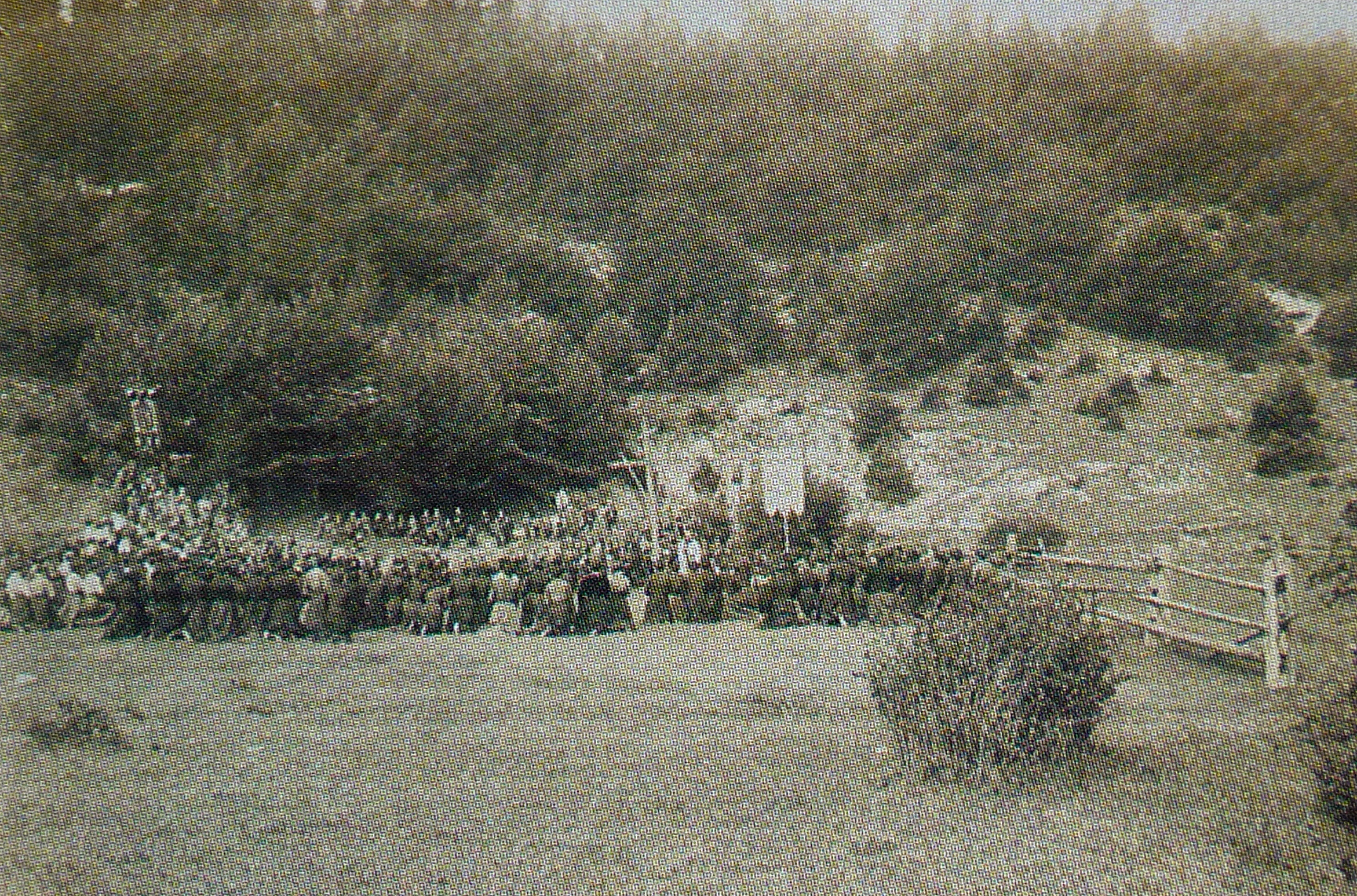
Gedenkfeier am Ort des Massengrabs

Nach zeitgenössischen Quellen fielen weit über 600 Bündner und eine beträchtliche Anzahl Franzosen. Am 6. Mai erliess die provisorische Regierung eine Verfügung, wonach die Leichnahme und überhaubt alle in der Senkte des Schlachtfeldes noch liegenden todten ohne Zeitverlust und tief in die Erde begraben werden, um das liebe Vaterland nicht der Pestilenz auszusetzen.
Ein Teil der Leichen wurde notdürftig in alten Kalköfen beigelegt oder schnell verscharrt. Bis ins 20. Jahrhundert hinein erinnerten ein Holzkreuz und eine jährliche Prozession an die Gefallenen, danach wurde der Platz vergessen.

## Untersuchung
Die archäologische Untersuchung beschränkte sich auf den Bereich der Böschung, wo die Knochen ausgeschwemmt worden waren; von weiteren Grabungen wurde abgesehen. Die Fundstelle ist nicht durch Bauvorhaben bedroht. Wie lange die Öfen im Jahr 1799 schon ausser Gebrauch waren, liess sich nicht mehr feststellen. Die Knochen lagen auf einer 90 Zentimeter starken Schicht Abbruchmaterial. Die Schicht mit den Knochen war etwa 30 Zentimeter hoch, stark gepresst durch den Druck der darüber aufgehäuften Erde und Steine.
Beim Massengrab im Kalkofen handelt es sich um eine sogenannte Schlachtfeldbestattung: Die Toten wurden nicht in liegender Lage beigesetzt, sondern eilig in die Grube hineingeworfen. Die meisten Knochen stammen von Männern unter 20 Jahren. Die stark abgenutzten Gelenke und Wirbel lassen auf schwere körperliche Arbeit und ein karges, entbehrungsreiches Leben schliessen. Insgesamt wurden 400 gut erhaltene Knochenstücke untersucht, vom vollständigen Knochen bis zu kleinen Fragmenten. Ausrüstungsgegenstände wie Schnallen, Waffen oder Knöpfe wurden keine gefunden. Die Anzahl der begrabenen Toten ist nicht bekannt. Die Namen der Getöteten sind in den Totenlisten der Kirchen von Vella und St. Martin in Disentis aufgeführt.

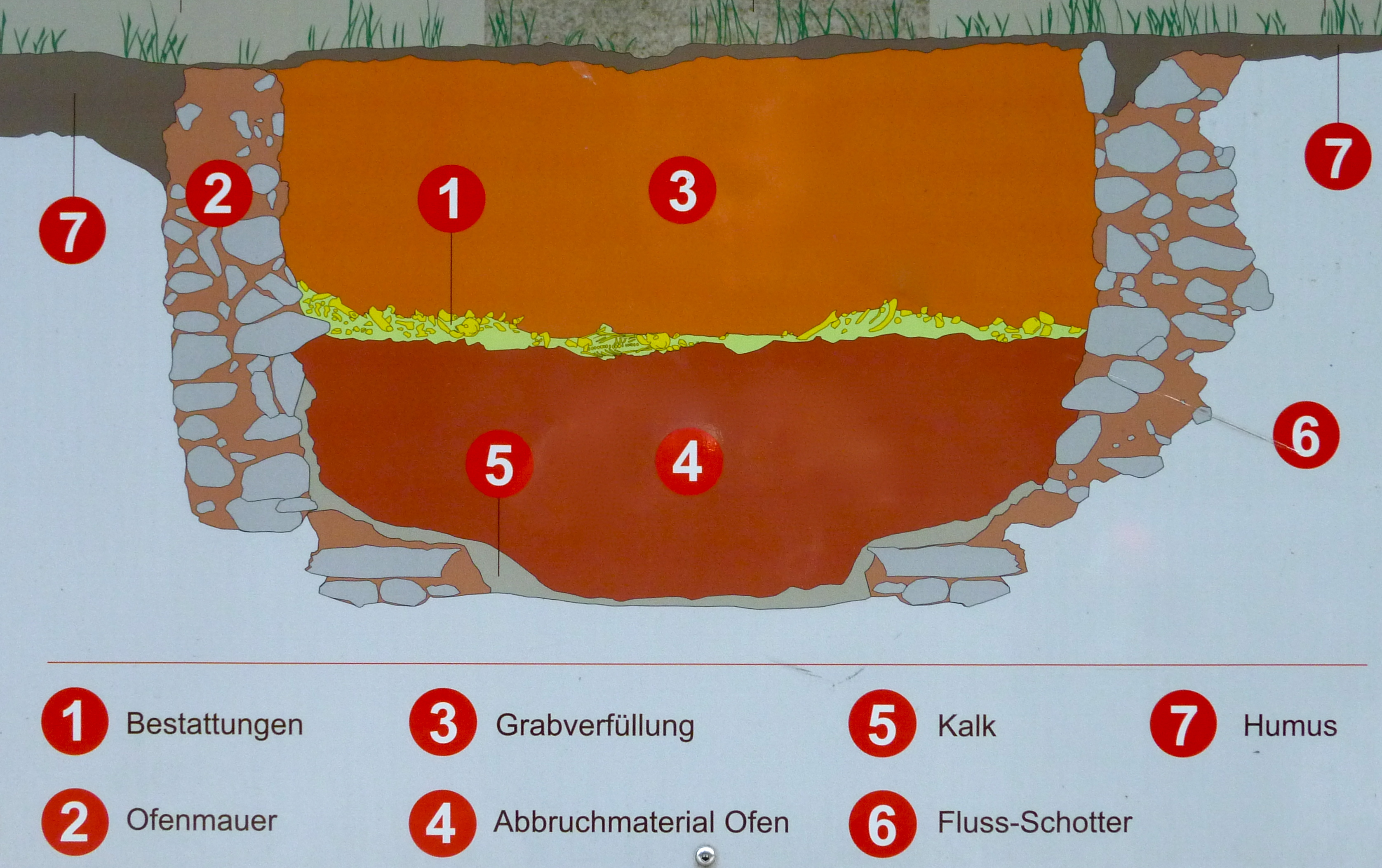
Querschnitt durch die Fundstelle
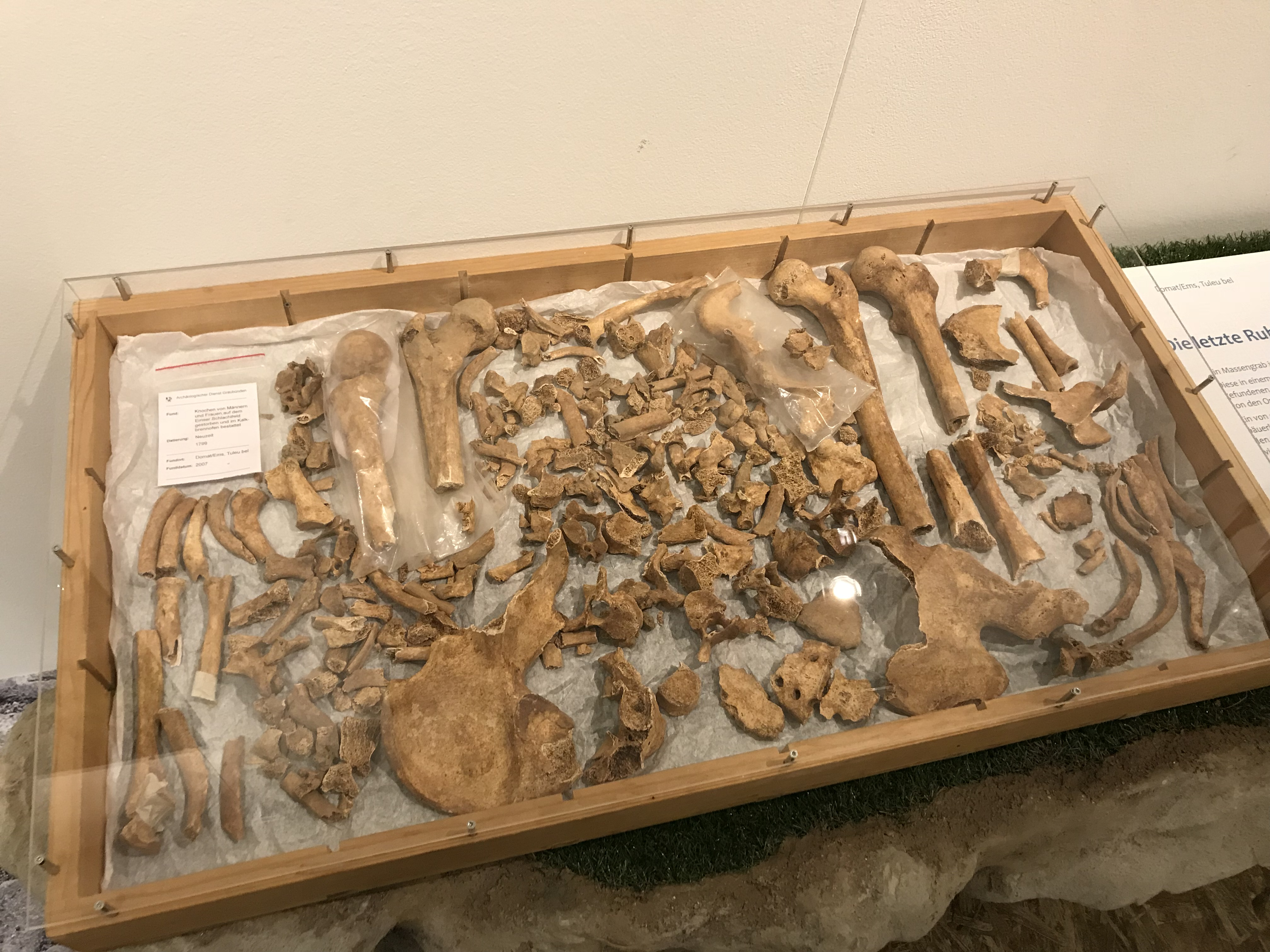
Knochen der Toten (Rätisches Museum)
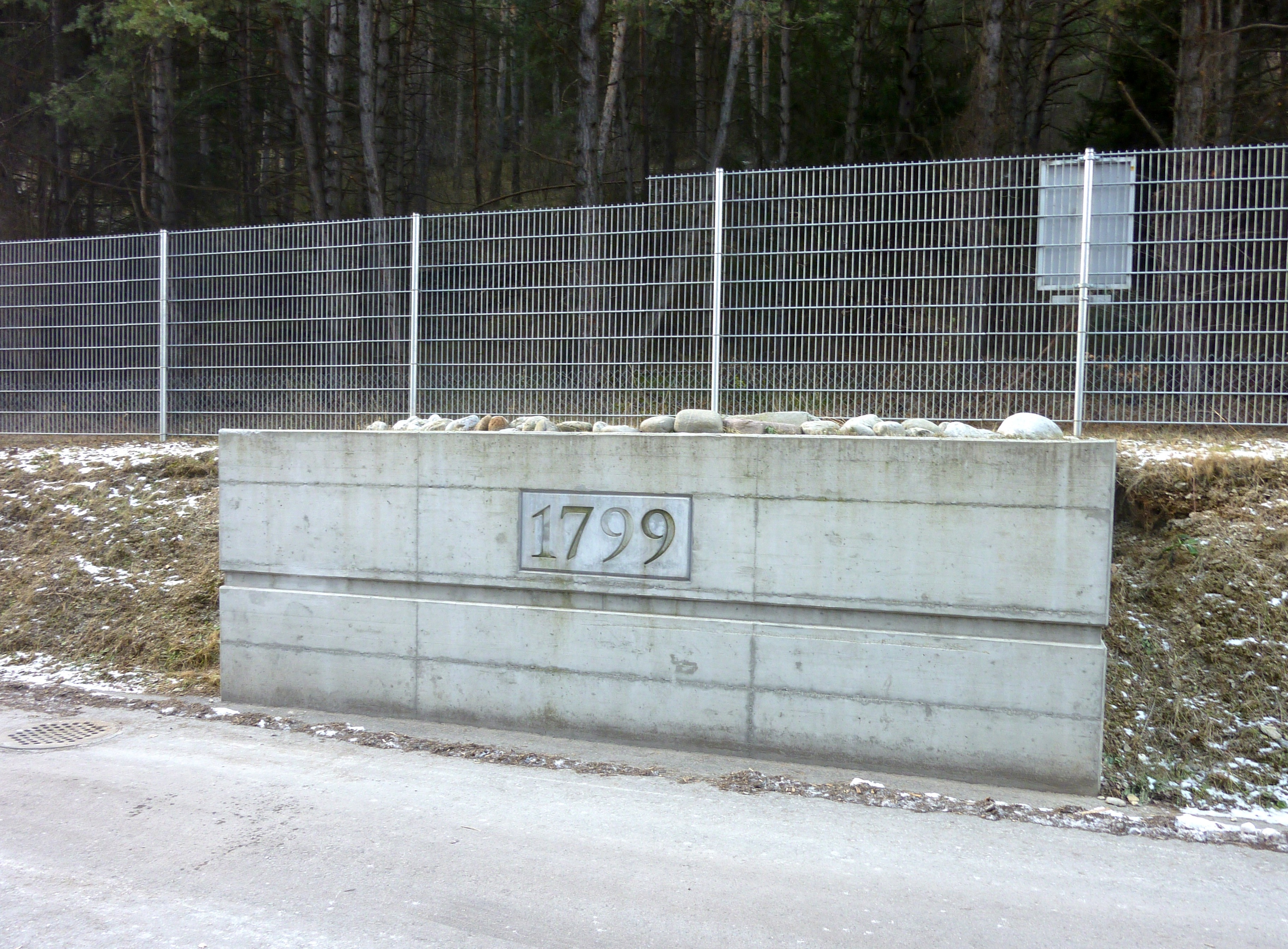
Grabmal

## Grabmal
Im Winter 2007 wurde der angeschnittene Kalkbrennofen mit einer Mauer geschützt. Zur Erinnerung an die Schlacht wurde das Grabmal mit der Jahreszahl 1799 versehen. Es liegt auf dem Werksgelände der Ems-Chemie und ist nicht öffentlich zugänglich. Am 25. März 2008 wurde es anlässlich einer Feier eingeweiht. Eine Informationstafel an der äusseren Umzäunung des Firmenareals weist auf das Ereignis hin.